# 13154 Петермрва
13154 Петермрва (13154 Petermrva) — астероїд головного поясу, відкритий 7 вересня 1995 року.
Тіссеранів параметр щодо Юпітера — 3,634.